# 米格-17战斗机
米格-17战斗机（北约代号“壁画”）是一款由苏联米高揚設計局研制和生产的战斗机。它是一架单引擎战斗机，其基本型号只有一名飞行员，中單翼。此外它还有可伸缩的起落架和加压座舱。它是基于米格-15战斗机的经验研制的。此款戰機除了蘇聯以外還授權大量共产主义国家進行量產因此有众多不同的衍生型。它后来被米格-19战斗机取代。中华人民共和国仿製的米格－17稱為殲-5。

## 研制

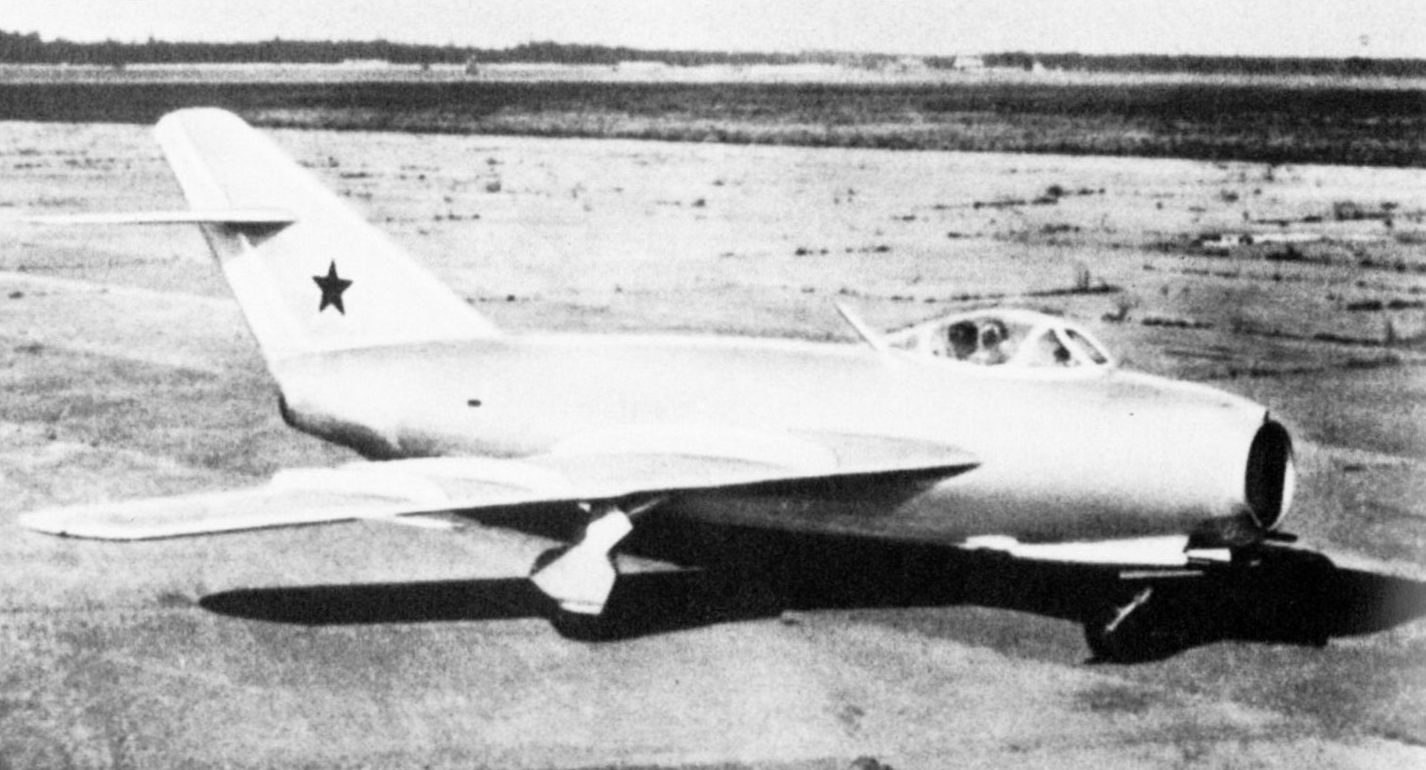
SI-2

与大多数其它苏联战斗机不同的是米格-17不是經由于苏联空军或者防空部队招标而产生的，而是米格設計局自行進行的改良方案；米高扬决定改善米格-15的缺點，尤其在高速飞行下米格-15飞行性能極差的缺失。由于空气动力学的缺陷，米格-15在穿過音障时会发生机翼脱落和其它效应，这大大影响了它的使用能力。米格-15的另一个不足在于它容易在運動中進入尾旋。而且通过实验证实即使使用更强大的引擎，米格-15依然不能达到超音速，原因是機翼的後掠角的不足。因此1949年1月决定开始研究克服米格-15的空气动力学不足。由此产生了代号为SI的战术战斗机的项目。除此之外还有一个代号为SP-2的全天候战斗机的项目。这两个项目使用相同机翼，其目的也基本上一致。
米高扬与俄罗斯中央空气流体动力研究院合作研制了一个機鼻進氣，比过去细长了许多和加强了的机翼。为了加强机翼的强度它的边缘被加宽。机翼前緣內側後掠角49°，外側改為45°30’，兩種不同的後掠角度設計一是為了配平的需要，二是需要配合來自MiG-15的機身結合構造。为了使得飞机不“过分稳定”，其两个机翼之间呈-3°的上反角。每边的三个翼刀限制沿翼展方向的气流，改善了副翼的性能。
与米格-15相比最内側的翼刀更加靠近机身。在最外边又加上了第三个翼刀。副翼加大和加强，機翼後緣使用傅勒式襟翼。
新机型的基础是米格-15bis，前半部到第13號框架没有变，从这里装上机翼。SI-1的引擎裝設由一台無後燃器的克里莫夫VK-1。機身后半部延长了90公分，所以整个机身的长度为8,805毫米。减速板位于机身的左右下方，在原型機上总面积为0.522平方米。最大後掠角达50°。相对于米格-15bis其升阻比从13.9：1降低到13.6：1。
1949年初最初的三架原型机的开始制造。SI-1于1949年7月竣工。由于许多事后的加工直到1949年12月才用卡车运输到格罗莫夫试飞院。
最初装入的引擎被证明无法使用必须更换，因此首飞被拖延。1950年1月14日原型机進行处女航。一开始试飞很成功，证明米格-17在穿音速时的飞行性能比米格-15好。2月1日它在2.2千米的高处达到了每小时1114千米的速度，这相当于马赫1.03。此后他们使用原型机测试它的運動性能。但是3月20日却发生了一次灾难。试飞员已经结束了他的试飞任务，从11千米的高空开始下降。在约五千米的高度飞机突然進入俯冲，试飞员完全丧失了对飞机的控制之後撞击到地面上，飛機全毁，试飞员當場丧生。俯冲的原因一开始不明，因为试飞员没有时间使用无线电报告状况。
1950年3月开始使用SI-2继续试飞。試飛實驗一直到1950年末。
在这段测试中试飞员确定SI-1坠毁的原因，他在測試中遭遇类似情况並成功降落。在约每小时1000千米的高速飞行中机身后部突然发生剧烈的震动。试飞员立刻减速並且升高。事後檢查發現60%的水平安定面脱落，升降舵也損失大半，幸好试飞员得以成功地降落。
稍早试飞员就已经对机翼的剛性提出批评，高速下會發生副翼反效的現象。这个认识导致了机身后部的重新设计和提高機翼的剛性。
两架新原型机分別是編號SI-01（序列号54210101）和SI-02（序列号54210102）。为了迅速恢复试飞，SI-02由一架編號53210671的米格-15bis直接改装新的机尾和机翼。改装时间为1951年1月15日至2月16日。SI-02是SI研制系列中第三架飞行的飞机。至1951年4月为止试飞了44次，然后这架飞机被交付给官方进行检收。1951年7月1日第一批检收飞行完成。一个新發現的弱点是位于机翼中部的皮托管的位置。在使用副油箱时會发生碰撞的问题。最后决定在翼端使用两个皮托管。在检收过程中还决定由于相对于米格-15其结构上的变化非常大，足以使用一个新的编号：米格-17。第二批检收飞行也是使用SI-02，从1951年7月10日开始。
1951年5月SI-01完成，6月1日开始试飞，6月23日试飞完成。8月厂内又进行了一次颠簸试飞，然后原型机交付官方检收。在官方检收过程中于9月11日和10月10日又进行了两次颠簸试飞，其结果证明飞机非常好控制。最初规定的最高飛行速度为马赫1.03。
1951年8月25日苏联政府决定批量生产。1951年9月1日六座工厂开始生产工作。

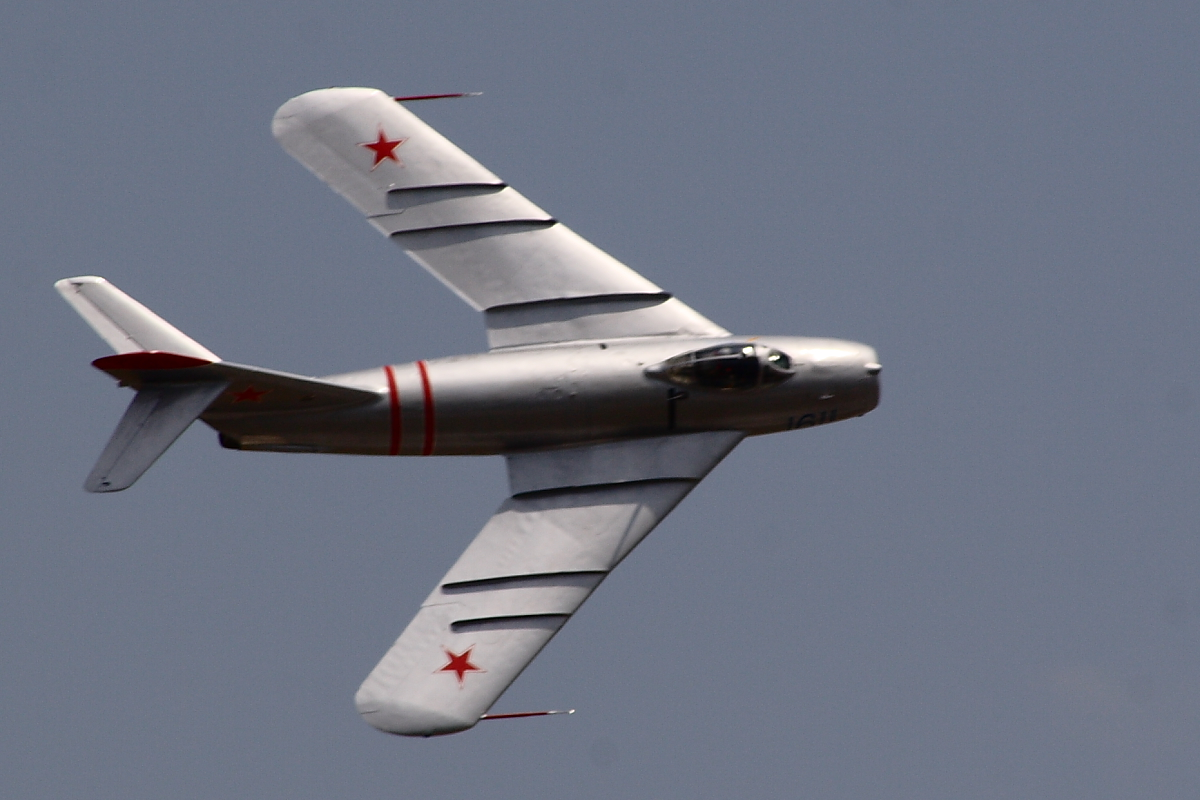
一架飞行中的米格-17F

## 技术
机身的结构是半硬殼全金属结构。第13號框架后面的部分可以在更换引擎时卸下。机身前部為進氣口，在驾驶舱部位分开，从两侧绕过驾驶舱。
加壓座艙的氣壓來源由引擎提供。前方和后方有裝甲板保护。前座艙罩是65公厘厚的防彈玻璃。緊急時驾驶员可以使用彈射椅脫離。
机翼在根部的翼剖面為，在翼端为。裝置角为1°。机翼為單主樑。副翼通过液压驱动，拥有内部配重。副翼的最大擺動角度为+-18°。襟翼在起飞时呈20°，降落时呈60°，它的总面积为2.86平方米。减速板的面积也加大，为1.76平方米。水平安定面为3.1平方米，垂直安定面为4.26平方米。减速板的最大偏角度提高到55°。
尾翼包含位於垂直安定面上方的水平安定面，在水平安定面上方部份可以取下，下部与机尾固定。垂直安定翼与机身的角度为55°41’，面积为4.26平方米。舵的最大偏角为+-25°，面积为0.947平方米。水平安定翼的面积为3.1平方米，後掠角度为45°，左側水平安定面有配平片。翼剖面採用對稱的ASA-M翼型。
米格-17有一架向後缩回的机首起落架。主起落架的轮子大小为660x160，有刹车。机首起落架的轮子大小为480x200，没有刹车。
油箱包括一个主油箱和喷嘴下方的一个小油箱，两个油箱的总容积为1412公升。此外还可以在掛架上挂两个各400升的副油箱。油箱內部由多层橡胶组成，可以在受損時密封而防止燃料持續外洩。
米格-17的武器包括一门有40发子弹的N-37機炮和两门各有80发子弹的NR-23機炮。三门炮都装在机首入气口下面。它们装在一个钢管结构上，使用一个滑轮進行拆裝，這個結構同時是前机身的一部分。
米格-17的航空电子包括一个ASP-2N光學瞄準器、SRO-1敵我識別器、OSP-48儀器降落系統和ARK-5无线电测向仪、RW-2无线电高度计和MRP-48P收發機。为了紀錄武器射擊效果，还装有一台S-13攝影機。一些飞机还装有一台潛望鏡来观察背后的情况。
在无线电静默的情况下可以使用信号烟雾EKSR-46，这个烟雾弹有四种颜色（红、黄、绿和白色）。烟雾弹的盒子放在尾翼的右侧。在需要的情况下烟雾弹可以通过EPU 253式击针从驾驶舱射出。

## 试验机
在米格-17的開發过程中設計單位不断以不同特性的原型机来测试以提升米格-17的战斗力。、和是用来测试不同的空用火箭的试验机。除此之外，譬如的机翼上没有翼刀，但是有自动缝翼，目的是改善起飞和着陆性能，以及提高空战中的灵活性。这架试验机是把第214架量產机改装上新的机翼而成。除缝翼外着陆板也被改变。为了加强尾翼的作用装上了扰流板。1954年12月進行处女航，次年六月开始进行检收飞行。这些试验飞行相當成功，使得米格-17起飞和降落的跑道缩短了200米。但是缝翼的重量为120千克，提高了飞机的空重，降低了它的飞行性能。因此在量產型中没有将的机翼结合上去。
在代号为的项目中研制人员研究新的技术。这个技术认为在一定程度上只要让武器对准，不必让整架飞机对准目標。因此他们给米格-17装上三门可以转动的TKB-495 23毫米機炮。这些機炮改良自NR-23炮。炮架可以在垂直方向以+27°26’和-9°48’上下转动。它们无法水平转动。这个469千克重的SW-25炮塔被装在加长了1.07米的前机身中。機身中央的進气口取消，改為在驾驶舱兩側装上了半圆形的進气口。这个变化使得机首起落架、驾驶舱和仪表盘也必须改变。在实际的空对空和空对地战斗试验中证明可转动的武器在低于音速速度中效率低。这个低效率的原因是因为炮口对准的过程太复杂了。假如炮口的偏角大于10°的话需要一个专门的瞄准器。此外由于转动装置使得理论上的射擊速度从每分钟850發降低到每分钟250發。实验過程中一共發射了15000枚炮弹。另一个缺陷是由于武器的后座力导致飞机改变飞行方向。飞机的最高速度也降低了每小时60千米。这些缺陷最后导致了这个项目被放弃，它同时也显示了理论与实践之间的差异。
是一架将所有炮取消掉，改装為K-10巡航导弹的试验机。
1950年4月20日决定制造试验机，这架试验机有两台喷气发动机。1951年12月该试验机开始试飞。其最重要的变化在于机尾放宽，来使得两台发动机可以并列。此外机尾下还装上了一个减速伞。一开始的试飞结束后决定在發動機上增加后燃器，油箱被加大到1550公升。另一架改善的有双引擎的试验机是米格I-340试验机。
1951年8月3日苏联下令研制一架米格-17R侦察机，它使用一台WK-5F发动机。这架试验机的编号为，它装有照相机和磁带机並將固定武裝縮減為两门NR-23炮。1952年6月开始试飞。试飞过程持续了很长时间，两年后他们决定把侦查设备装进一架普通的米格-17F。这个型号的试验机的编号为。

## 系列产品
苏联有五家工厂量产米格-17。在薩馬拉的飞机一厂共制造了392架，在莫斯科的飞机21厂制造了2424架，在第比利斯的飞机31厂制造了836架，在阿穆尔河畔共青城的飞机126厂制造了2180架，在新西伯利亞的飞机153厂制造了2167架。苏联共制造了7999架Mig-17。
波兰PZL共生产了540架米格-17。中国大陸沈阳生产了767架单座米格-17和1061架双座米格17。全世界总共生产了10,367架。

### 苏联

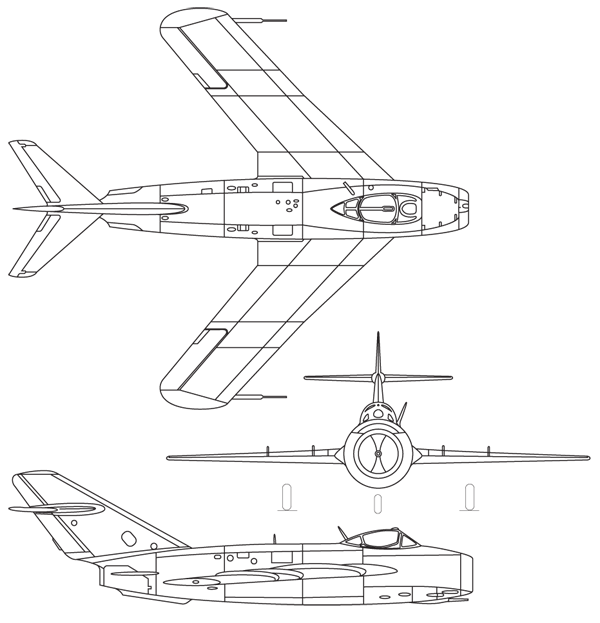
米格-17的三面图

从1952年第二季度开始在飞机制造一厂、21厂和153厂同时开始制造米格-17和米格-15bis。本来计划292厂也制造米格-17，但是这个计划没有实现。31厂和126厂从1952年第四季度开始生产米格-17。从1952年10月开始向部队提供米格-17。从1953年1月1日开始所有六个厂均开始生产米格-17。
在引入新飞机的过程中就已经可以确定米格-17比它的前辈性能好。虽然它与米格-15使用同一引擎，但是它的升高和最高速度比米格-15都要高。新飞机的缺点在于起飞重量比它的前辈高，需要更长的跑道。由于米格-15的飞行员在五个星期内就可以适应新飞机，因此也不需要教练机。
量产同时米格-17不斷修改設計。弹射椅上增加一个护面罩。着陆灯初期設置於進氣道的部位，后来改到左翼下可以缩入的位置。俯冲飛行时可以达到1.14马赫的速度。1954年4月最高速度被提高到1.15马赫。所有米格-17運動极限在在没有外部负载的情况下為8G（重力加速度），有外部负载时限制為4.5G、携带空的副油箱时為6.5G。

#### 米格-17
1953年6月20日公众首次在军展中看到米格-17。外国观察家把它看作是米格-15的一个新型号。后来生产的米格-17使用。它的寿命比米格-15高。除此之外它可以携带50至500千克炸弹和不可控火箭。机翼下的外载使得飞机的最高速度降低约每小时20公里。

#### 米格-17F

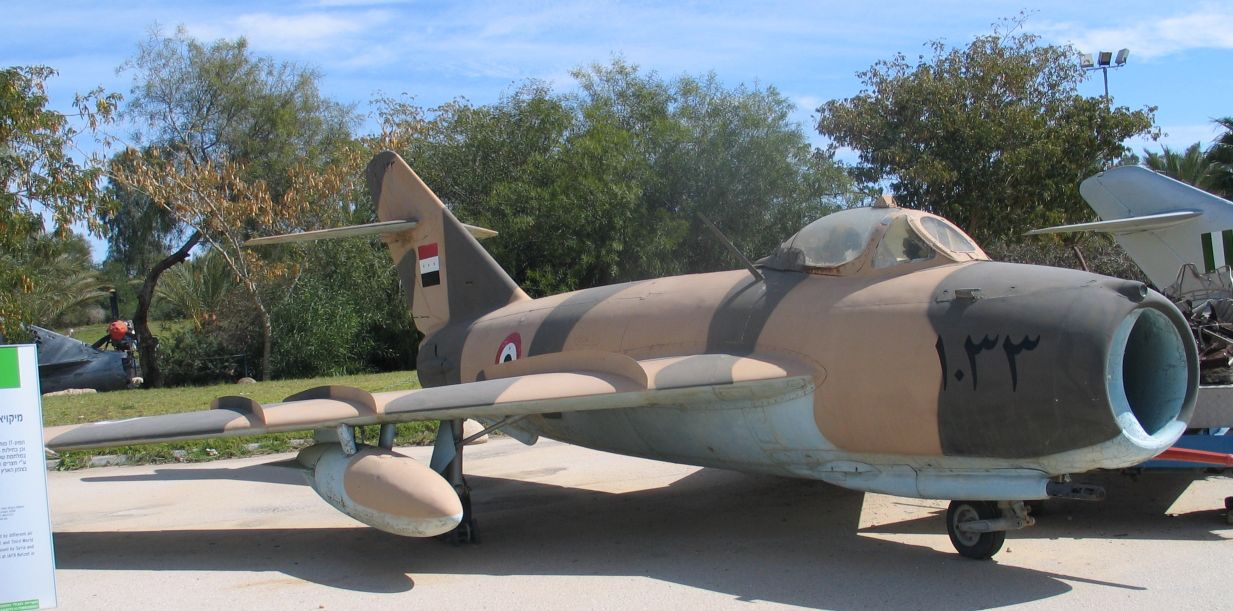
米格-17F

从1950年代初开始苏联就开始研制带后燃器的引擎。1952年这个编号为的引擎开始试验。在此之前米高扬就已经制造了一架代号为的飞机。这个发动机拥有六个可以调节的喷气部分。
米格-17F于1951年9月29日首飞。装入第850个米格-17，它比提供21%以上的后燃效率，但是这个效率提高却也提高了燃料消耗。由于新引擎比老引擎大，因此飞机内部也必须改变，这导致其内部的燃料容量降低，因此必须使用两个外部400升油箱。此外还必须降低后燃器导致的更高的热量。但是飞机比较高的性能能够补偿这个缺陷。比如它的最高上升速度为每秒65米，比米格-17高每秒18米。此外机尾也有所改变，尾翼有所缩短。同时尾翼少许降低。减速板被扩大。
1952年2月16日试验机被送到茹科夫斯基进行检收飞行。验收飞行成功。此后米格-17F开始系列生产，1953年2月开始使用。由于引擎有着火的可能性，因此后燃器必须按照严格的规定下才能使用。比如在10,000米以下它每次只能最长点燃三分钟，在10,000米以上每次只能最长点燃十分钟。后来的生产系列不再有这个问题。但是引擎不是米格-17F唯一的改善。为了提高飞行员的安全当时已经过时的弹射椅被改善，这些弹射椅还是米格-9战斗机时引入的。这个新的弹射椅有一个面罩。假如飞行员失去知觉的话弹射椅和飞行员会自动分离，降落伞会自动打开。武器没有改变，但是设备有所变化。比如改善的瞄准器或装有无线电测距仪。这个瞄准器放在驾驶舱前的机身上。射击相机的位置没有变化。虽然米格-17的飞行员有很好的视觉范围，但是在驾驶舱上装了一个后视镜。此外它还有一个机尾警告装置。

#### 米格-17P
米格-15就已经有装雷达的型号了，作为全天候战斗机。米高扬建议对米格-17进行类似的研制。一开始他们试图装一个抛物面天线，但是其重量和体积太大，而且操作不便。
最后他们选用了与米格-15P一样的雷达，这个雷达有两个天线，它被装在入气口的上端。这个雷达可以测量12千米内的目标。目标进入两千米后它自动改为跟踪模式。它与自动瞄准器连在一起，假如目标不到500米远的话一盏红灯会警告飞行员。一盏绿灯显示目标处于最佳射击距离内（三千米至500米）。米格-17P装有三门炮，每门炮有100发炮弹。米格-17P一共制造了约100架，其中约20架交付苏联战略防御，其它交付海军航空兵。

#### 米格-17PF

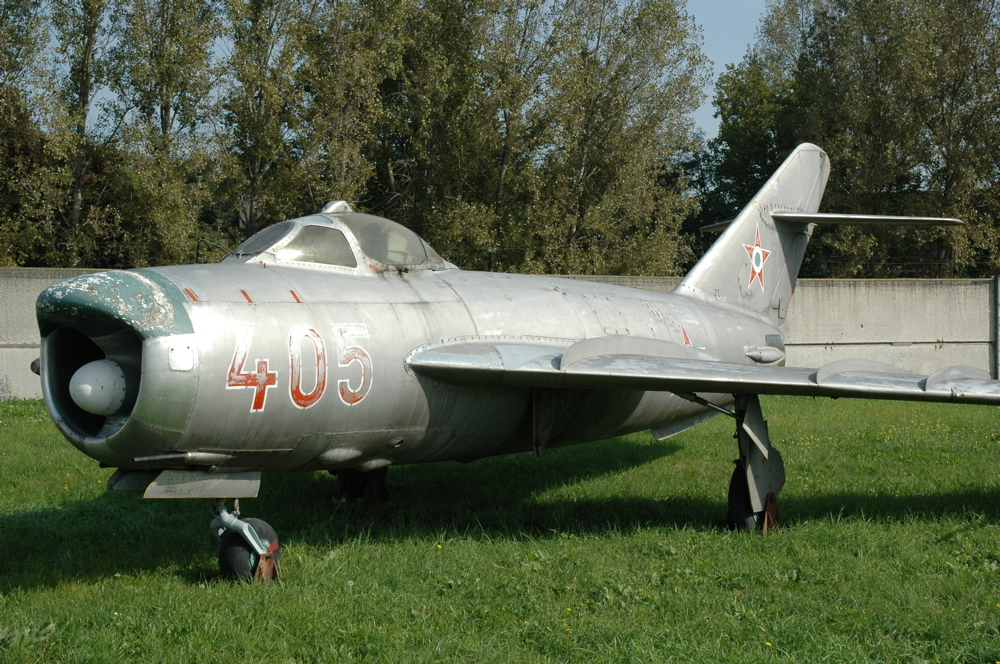
米格-17PF

米格-17PF比米格-17P还要成功。在测试米格-17P的时候就已经确定由于雷达装置导致的功率损失相当大，因此造成米格-17P的引擎功率不足。使用引擎他们可以弥补这个不足。虽然与米格-17F相比米格-17PF的最高速度低每小时30千米，升高速度也低每秒钟10米，但是由于它拥有真正的全天候和夜间战斗能力，因此可以补偿这些不足。由于米格-17PF比17F重253千克，因此它的跑道也要长些。后来制造的米格-17PF中雷达被取代，因此可以不再需要无线电测距仪。与米格-17P相比17PF的炮弹数量每炮降低为80发。
1954年1月开始米格-17PF进入测试。同年4月测试完满完成。在系列生产中米格-17PF获得最高紧迫性，因为它是第一种全天候日夜战斗机。在所有的米格-17系列产品中17PF是生产数量最多的型号。后来17PF又被改装为17PFU。

#### 米格-17PFU
米格-17PFU在系列生产中的数量很少，它又是也被称为米格-17PM。在这个型号中雷达被该为可以控制空对空导弹的。它的武备仅由四枚空对空导弹组成。在一般的纏鬥中这个武器没有用处，因为它的灵活性有限，但是针对轰炸机和灵活性不高的飞机很有效。雷达的跟踪范围为3500米，假如目标距离低于2000米的话一盏红灯会亮起来。虽然该导弹可以摧毁七千米远的目标，但是其最佳射程在3500米到2000米之间。爆炸时它向目标方向发射出至850片霰彈。其中的危险在于战斗机本身有可能被这些霰彈击中。其它米格-17上的三门炮被取消。从1955年中到1957年苏联国防使用这个型号，此后被当作武器系统教练机使用。

### 中華人民共和国
1955年苏联向中華人民共和国提供了米格-17F的图纸、两架模式机、15套可以制造15架飞机的完整套件和可以制造其它10架飞机的组成部分。

#### 沈阳歼-5
1956年6月沈阳飞机工业公司开始系列制造米格-17。1956年7月19日中華人民共和国制造的米格-17开始处女航。本来它被命名为56式战斗机，1964年开始更名为歼-5战斗机。中華人民共和国也以F-5的型号号码出口米格-17。中華人民共和国也制造发动机，这个发动机在哈尔滨生产，其编号为涡喷-5。1956年6月19日中華人民共和国制造的系列喷气机成品。1969年歼-5停产，至此为止共生产了767架歼-5。

#### 成都歼-5甲
1961年中華人民共和国开始研制全天候战斗机成都歼-5甲。它主要是拷贝米格-17PF研制的。与米格-17PF一样它使用雷达和三门炮。1961年5月在沈阳飞机厂的协助下歼-5A在成都制造。1962年试验机制成，1963年3月开始生产组件。1964年11月11日正式投入生产。其出口型号的编号为成都F-5A。
1969年歼-5甲停产。

#### 歼教-5教练机
1964年中華人民共和国开始研制歼教-2教练机的后续型号，原因是歼教-2对于培育歼-5的飞行员的效率有限。新教练机的编号为歼教-5。这部教练机的驾驶舱与米格-15UTI的很相似，但是机身则与米格-17PF一样。吸气口上部装雷达导致的隆起也与米格-17PF一样，但是雷达不是被绝缘体覆盖，而是完全被金属覆盖。引擎是涡喷-5D，但是没有后燃器。这个引擎的推力可达26.49千牛顿。飞机没有武器，在必要的情况下可以装入一门炮。两名飞行员均有半自动化的弹射椅，其最低弹射高度为260米。
1965年3月25日原型机建成，1966年5月8日首飞。此后开始系列生产。1967年11月30日第一架系列生产的飞机出厂。歼教-5可能在成都和沈阳均有制造，其出口编号为FT-5，被出售给阿尔巴尼亚、巴基斯坦、斯里兰卡和津巴布韦。1986年停产。

### 波兰

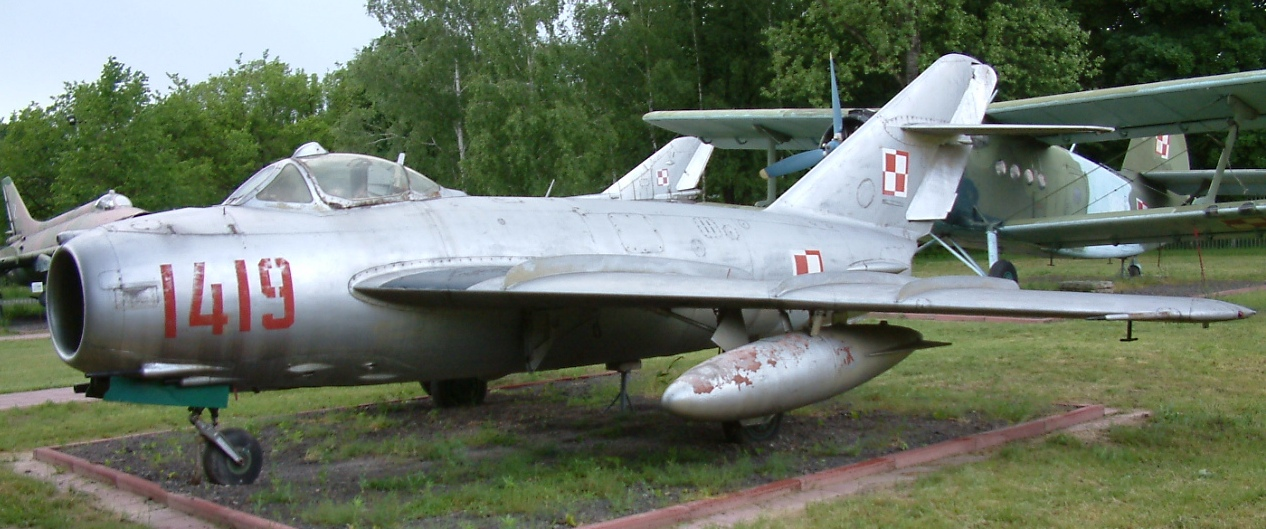
波兰制的Lim-5

1955年波兰获得了制造米格-17F的允许，此前在就已经建造米格-15和米格-15bis了。波兰对米格-17的编号为，其改善型号为。

#### 
最初的四架飞机是使用苏联提供的完整的部件造的。1956年11月28日第一架波兰建成，这是波兰停造米格-15（Lim-2）五天后。这架编号为0001的飞机成为一名波兰将军的座机，它一直到1994年9月才退役。1956年又建成了三架。1957年开始系列生产。从1957年2月2日至4月19日进行检收试飞。
在生产的同时波兰还不断进行试验来改善其性能，比如使用其它电子设备或者使用一个可以调解后燃的引擎等。1959年1月至1960年4月间停工了一段时间来加强生产全天候的。1960年7月29日完全停产，此间共生产了477架。其中相当大的一部分出口，比如东德在1957年和1958年获得了120架。
1956年在华沙航空展上波兰首次展示了这架飞机。在其它的航空展上它也经常出现。至米格-21戰鬥機出现前它是波兰的标准战斗机。
相应苏联的米格-17PF。1950年代末决定在波兰制造米格-17PF，因为苏联提供的17PF不够。早在1955年苏联就已经向波兰提供了12架17PF。波兰决定从一开始就使用改善的雷达。武器为三门带100发炮弹的炮。1959年1月18日首飞，最后一架是1960年12月29日制造的。总共波兰制造了129架。
至1971年为止波兰空军使用，此后该机型退役。最后一架是1979年退役的。许多被改装为或，一些被出口，比如东德获得了40架，其它的出口给印度尼西亚和保加利亚。
有几架飞机改装为机身下通过压缩空气驱动的螺旋来当作被拖的靶机。
这个机型是的侦察机型号。它可以使用两种不同的相机系统。一种位于机身第13號框架下，第二种位于武器的前面。35架被改造为这个机型。
1950年代末由于冷战加剧波兰觉得必须改善的性能。其中之一是它需要使用比较短的临时跑道。因此一架原型机装上了两台各9.81千牛顿的助推火箭和在机尾装上了一个减速伞。
另一个方案是使得也能作为攻击机使用。因为携带炸弹使得它无法携带副油箱，改使得它的航程大大降低，因此只能用来作为密接支援，它的起落架获得加强，使用低压轮胎使得能够在不是混凝土的跑道上操作。为了携带更多的燃料，在翼根部装了两个固定的、形状与机翼类似的副油箱。为此机翼的前緣向前延长，翼刀也相应延长。这两个金属油箱共可装513公升燃料，並且兼作为主起落架的外壳。机尾結構被加固，机身下装了一个减速伞，此外还有加装助推火箭的地方。在电子和液压设施中也有一些改动。1959年7月2日原型机开始试飞。
这些改善被证明很成功，从1960年开始量产。试得的结果也用来改善量產型。1960年11月30日第一架量產机出廠。量产中的外部油箱是合成材料制成的，只能安装475升燃料。这个机型有无法解决的空气动力稳定问题。因此在制造了60架之后1961年5月10日停产。波兰空军和海军航空兵均使用这个机型。1964年和1965年剩下的50架飞机被改造为。
波兰还研究过一種侦察机机型，照相机装在机翼的尖端。但是没有進入量產。
在还没有进入系列生产前波兰就开始研制改善的。机尾下的减速伞始终是一个问题，因为它在飞机降落倾斜度大的情况下会导致机尾触地，损坏飞机。此外由于减速伞会导致转矩，所以它只有在机首起落架着地后才能打开。因此在中使用尾翼下的两个减速伞。的试验机是的第二架试验机。试验从1960年开始。但是这两个减速伞工作不稳定，因此1960年10月被换成一个减速伞。
研制者试图按照面積法則改变飞机的尾部来改善其空气动力学，但是这个改变没有任何结果。1960年7月充气的着陆板的研制完成。此外它使用改变的发动机，它可以提供最高33.65千牛顿的推力。1961年1月着陆板进入测试。的生产停止的同时的生产开始，同时它的型号被改为。
相对于新机型的空气动力学有所改善，导致其效率的改善。但是这个机型从未交付军队，因为它有无法解决的发动机问题。有时发动机突然熄火。通过许多试验最后发现原因是将空气分到着陆板的阀门。这个阀门后来被换掉了。另一个问题是喷气发动机过高的温度，这个问题无法解决。最后这个发动机没有生产。
可充气的着陆板被证明效果不大，与当时已经在使用的着陆板相比没有多少优点。最后在试飞过程中还发现空气动力学不问题，尤其是因为它的重心太朝后。因此它没有被使用。此外外部油箱也对空气动力学有不良的影响，由于更高的空气阻力它并未达到加长飞行距离的作用。最后1960年3月试飞中断。

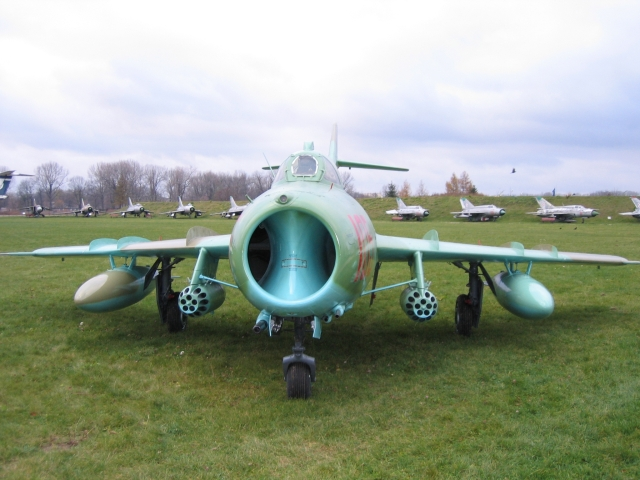
Lim-6bis，明显可以看到的是内侧外载的横幅和改变的内部翼刀

由于这个经验研制者决定放弃外部油箱的计划，但是新的起落架的轮子保留下来了。内侧翼刀的形状也改变了。1962年4月6日这个新机型进入测试。原来的的测试机也被这样改装。这个改变的投入生产。作为补偿他们在机翼下又装了两个外载点。此后的测试发现新起落架的外皮不可行。他们测试了十个不同的型号，但是全部不可行。最后决定使用原来的起落架。已经生产的的起落架又被改回。11月7日这样改变的测试机通过测试批准。1962年12月5日它首次起飞。1963年4月16日测试成功，投入生产。这个机型一共生产了70架。1964年2月25日停产。1964年4月15日和6月24日检收试飞合格，9月14日部队开始使用这个机型。从4月7日开始所有尚存的也被改建为。
武器装备为一门炮（40发炮弹）和两门炮（每门80发炮弹），这相当于的武备。在四个外载点可以装不同的炸弹和外部油箱。到苏-7引入前是波兰的攻击战斗机。最后一架于1992年2月退役。
是的侦察机型号。机身下有一相机，此外在外部油箱的地方还有两个相机。在内侧外载点上可以各装一个照明弹投放器来进行夜间摄影。在实际使用中只使用了第13號框架下的相机。
1970年代初已经过时了。当时决定将依然被使用的40架飞机改装为攻击战斗机，这些飞机的性能应该与一致。为此雷达被移去，加上了外载点上的横幅。飞行电子被现代化，机上的电子仪器也被相应地改进。与最重要的差别是没有装减速伞。在苏-22被引入之前它一直到1987年服役。
其它的14架被改装为侦察机。它们相当于，但是像那样有机身下的相机。第一架改装的飞机于1971年3月31日交货，最后一架于1974年12月20日交货。它们服役至1988年12月8日。

### 捷克斯洛伐克
本来活多霍迪航空公司计划生产米格-17。两架模型机于1955年10月被运到捷克并于10月25日组装。几天后它们首飞。但是在捷克斯洛伐克没有制造米格-17。这两架模型机成为两名捷克斯洛伐克将军的座机。后来捷克斯洛伐克政府决定制造比较先进的米格-19战斗机。

## 使用
多个国家使用米格-17，其中包括在战斗中使用。

### 阿尔巴尼亚
1955 年至 1963 年间，苏联提供了 24 架米格 17F，与米格 15bis 一起作战。不过，中国在与苏联断交后，向苏联提供了12架米格17。后来，开始供应授权生产的歼-5 的出口版 F-5，并于 1965 年部署了第一批，到 1977 年共部署了 70 架 F-5。虽然性能不如邻国南斯拉夫，但歼-6还是部署了，而且是作为攻击机而非战斗机使用。不过，1978年断交后，阿尔巴尼亚通过大修继续使用歼-6国内燃油设施建设落后，导致部分飞机因零部件老化、国产燃油质量不过关而发生事故。剩余的飞机于2005年决定退役，其中一些与F-6一起保存在机场的停机坪上。

### 阿尔及利亚
1960年代中阿尔及利亚空军获得了60架米格-17F。从1979年开始它们主要被用作地面攻击机。有几架在1980年代里被用作教练机。阿尔及利亚至1990年代里使用米格-17。

### 阿富汗
1957年阿富汗王国空军获得了他们的第一架米格-17，苏联派飞行员和教练员。1967年阿富汗有32架米格-17。此后阿富汗的飞行员由当地的飞行学校培育。1978年四月革命后它们成为阿富汗最重要的攻击机。1980年代里阿富汗民主共和国政府使用它作为地面攻击机来对付圣战者。阿富汗民主共和国向苏联要求新的一批米格-17，但是苏联没有供货，因为此时苏联已经没有制造米格-17的机器了。因此阿富汗决定使用更现代化的米格-21。至1982年为止阿富汗还使用米格-17作为教练机。

### 埃及

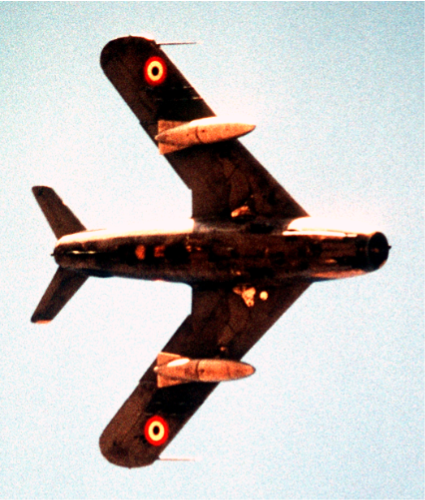
埃及的米格-17地面攻击机，1981年拍摄

1956年第二次中东战争中埃及空军使用米格-17。它们的对手是以色列空军的超級神秘式戰鬥機。埃及飞行员的培训比以色列飞行员的差，因此在这次冲突中米格-17的能力无法被判断。1956年10月31日两架超級神秘式戰鬥機射落了第一架米格-17。战后埃及和叙利亚均继续购买米格-17来扩充其空军。在此后埃及的米格-17也一再与以色列空军发生冲突，但是对于以色列更加先进的飞机只在少数情况下获胜。1962年至1967年在也门爆发的冲突中埃及与沙特阿拉伯的空军发生冲突。在这里米格-17主要被当作地面攻击机使用。
1967年在第三次中东战争中体现出米格-17已经过时了。对于当时现代的飞机来说它非常容易被击落。许多埃及的米格-17在地面上就被摧毁了。1970年两名米格-17的飞行员错误地在以色列着陆，使得以色列意外地获得了两架米格-17。至1970年代中一些阿拉伯国家的军队中还有米格-17使用，但是它们的用途有限。在贖罪日戰爭米格-17又被用来进行地面攻击。叙利亚的米格-17编队损失惨重，埃及的飞机在西奈半岛上可以使用空对地导弹获得许多成果。那里的米格-17改装为外载八枚不可控的导弹，此外通过两根支柱在前机身还可以载两枚炸弹。

### 埃塞俄比亚
埃塞俄比亚空军从苏联获得了40架米格-17F。1979年尚有20架在使用。这些飞机参加对索马里和对厄立特里亚人民解放阵线的战争。1991年尚有15架飞机作为地面攻击机。

### 安哥拉
古巴向安哥拉提供过数架（可能八架）米格-17F。这个过程的经过不详。1980年代末它们被更现代化的米格-23F取代。

### 巴基斯坦
从1975年开始巴基斯坦使用20架歼教-5作为教练机。

### 保加利亚
从1955年开始保加利亚空军使用米格-17F和米格-17PF。波兰至少提供了两架。1963年波兰又提供了数架拥有侦察设备的飞机。早在1960年代初米格-17就开始被米格-19取代了，此后它们被用作地面攻击机。1988年最后一架米格-17被苏-25取代退役。

### 北朝鲜
朝鲜战争后北朝鲜大大扩充军备。1956年它获得了150架米格-17F和歼-5，1958年又被提供米格-17PF。1990年还有150多架飞机在服役。

### 北也门
1972年内战结束后北也门获得了30架米格-17F，1979年它们被新飞机取代。至1987年为止六架依然作为高级教练机使用，此后也被取代。

### 波兰
1955年5月和8月波兰从苏联获得了两批共12架米格-17PF，它们的任务是保护华沙。1975年它们被波兰产的取代。其中八架被作为地面攻击机使用。1980年代里它们退役。
第一批波兰制的与1956年11月交付部队。1957年3月两个东德边界附近的联队获得并装备完备。1959年2月12日第一批交付，同年5月4日装备完备。最后12架飞机是1979年退役的。
1960年12月被引入，1963年3月15日。最后一架波兰海军的于1988年退役，空军的同型号飞机于1992年2月20日退役。
1971年至1974年之间40架改造成、14架改造为，这些飞机中最后一架于1988年12月8日退役。
36架被改装为当作侦察机，它们从1960年7月7日开始被编入一个特殊侦查联队。此后从这个联队中不断有被撤出该编入攻击机联队。从1963年起又开始进行侦察工作。
1970年代初作为战斗机被米格-21取代，许多飞机被交付飞行教练。它们中一些一直被用到1991年。
也被用作试验机和靶机拖拽机。
波兰的最后一次飞行是在1993年7月12日。退役的飞机一开始被收存在卡托维兹和比得哥什。大多数飞机被拆毁。一些被交给波兰飞机的技术学校作为练习机，一些被收藏，另一些被用来做广告。

### 德意志民主共和国

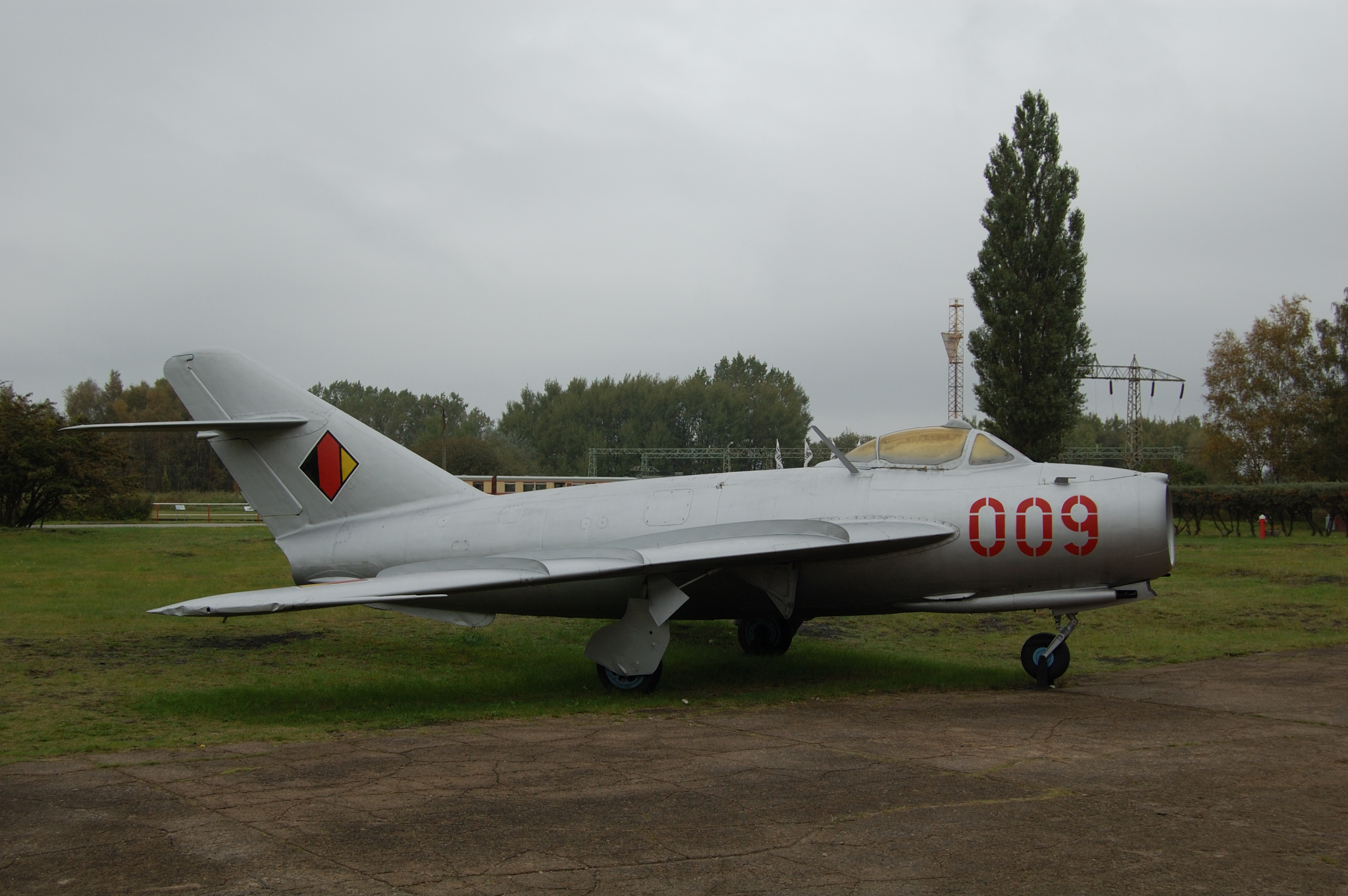
东德的米格-17

从1957年至1985年东德空军使用了米格-17、米格-17F和米格-17PF。所有六个战斗机大队均使用了米格-17。
从1957年6月至1958年4月苏联向东德提供了第一批米格-17和米格-17F。它们取代了当时使用的雅克-11和过渡性的米格-15bis。
东德获得的第一批米格-17没有后燃器，而且是苏联军队使用过的二手货。这批共有15架。他们一般给刚刚从飞行学校出来的新飞行员使用，或者给教练员使用。一些这些飞机获得了一个通过液压加强的高度控制和扩大的减速板来提高它在高空的灵活性。
东德拥有最多的是米格-17F，共153架。它当时是东德国家人民军的标准战斗机。它们是波兰生产的。进行地面进攻时可以用两枚250千克炸弹来取代外部油箱。
1960年末苏联飞行员又将数架米格-17和米格-17F飞到科特布斯交付东德空军。照片中的米格-17是属于这一批的。
有限全天候的米格-17PF是波兰製的。它们从1959年1月至5月交付东德。为了减轻其重量37毫米被第三门23毫米炮取代。虽然如此它比一般的米格-17重280千克。这批飞机共有40架。
从1962年至1967年米格-17逐渐被从战斗机队中淘汰和被米格-21取代。保存最好的47架米格-17F从1973年至1975年在德雷斯顿被改装。在的基础上在每个机翼下在机身和外部油箱之间装了两个可以装16枚不可控的57毫米S-5航空火箭彈的容器或者两枚250千克炸弹。这样这些飞机被改造为地面攻击机。所有其它米格-17都保留了它们原来的铝外壳，只有这些飞机的上部被涂成棕色和绿色的迷彩服，下部被涂成蓝色。这些飞机从1971年开始使用。
1980年米格-17被米格-23取代。部分米格-17作为资源提送给非洲国家（莫桑比克获得12架，幾內亞比索获得三架）。1985年最后一批米格-17F退役，它们当中没有被拆除的今天大多数在博物馆中展出。
东德飞行员对米格-17的可靠性和稳定性非常满意，唯一出现的问题是米格-17F和17PF的发动机会过热。它们的后燃器只能短时间使用（7000米以下三分钟，10000米以上十分钟），此后不能再被使用。

### 古巴
猪湾事件后苏联向古巴提供了先进的武器。虽然可卸载核弹的Il-28轟炸機后来被撤出，但是30多架米格-17留在古巴。此后苏联又继续向古巴提供米格-17。1971年古巴空军有75架米格-17。此后它们被新飞机取代，它们本身被改装为地面攻击机。1991年还有18架米格-17作为地面攻击机在使用。
1969年10月6日一名古巴飞行员飞着一架米格-17逃到美国，没有被美国国防发现。飞行员和飞机均留在美国。这个事件导致了空中预警机的开发。

### 几内亚
几内亚从苏联获得了八架米格-17F，作为代价苏联可以在科纳克里部署Tu-95轟炸機。1991年六架米格-17依然可以飞行。这些飞机有时被几内亚飞行员作为高级培训机使用。

### 几内亚比绍
1980年代初几内亚比绍从东德获得了三架，此外还从几内亚借了数架。1991年丧失了两架后还有三架。

### 柬埔寨
1963年苏联向柬埔寨提供了三架米格-17，1964年又提供了九架飞机。1964年末中国又向柬埔寨提供了六架歼-5。1970年3月暴乱后美国军队仔细地研究了这些米格-17，1971年在金边附近的战斗中大多数米格-17被毁，剩下的也因为缺乏备件而很快无法再使用。它们被美国飞机取代。

### 捷克斯洛伐克
捷克斯洛伐克是最早获得米格-17F的国家之一。1955年两架模范机就已经被送到捷克斯洛伐克。本来还打算在当地制造。1956年9月2日这两架飞机首次在公众展示。1957年4月米格-17PF被引入。在捷克斯洛伐克米格-17的主要任务是射击西方的侦查气球以及抵抗北约飞机的模拟进攻。捷克斯洛伐克获得的30架飞机至1969年被作为战斗机使用，此后被先进的机型取代。

### 津巴布韦
1986年津巴布韦获得了一些歼-5和歼教-5。1991年歼-5被歼-7取代，但是歼教-5依然作为教练机使用。

### 罗马尼亚
从1956年开始罗马尼亚获得米格-17F和米格-17PF。1970年代初这些飞机不再作为战斗机使用，而是改装为攻击机。1970年代末还有70架飞机被使用。1991年还有十架飞机作为教练机。

### 马达加斯加
马达加斯加独立后从苏联获得了八架米格-17F。1991年还有六架在服役。

### 马里
1960年代里马里从苏联获得了五架米格-17F。它们被驻扎在巴馬科。1991年还全部在服役。

### 美国
美国测试了一系列米格-17。这些飞机是由逃到西方的飞行员带来的、迷路在北约国家的机场着陆飞来的或者通过中间人买的。它们被仔细地进行技术检查，然后当作敌机使用。1988年美国还正式从波兰购买了一系列和。

### 蒙古
从1969年到1979年蒙古使用米格-17，此后被米格-21取代。

### 孟加拉国
中国向孟加拉国提供了数架歼-5。

### 摩洛哥
1961年2月10日摩洛哥独立后苏联提供了12架米格-17。一开始这些飞机由苏联人员维护，苏联也培训摩洛哥飞行员。1966年摩洛哥将这些飞机退役存库。1980年代初被拆毁。

### 莫桑比克
莫桑比克的空军共获得了30架米格-17和米格-17F，部分是东德提供的。1991年它们依然在服役。

### 南也门
南也门约有30架米格-17，其数量在12至37架之间。

### 尼日利亚
1967年8月尼日利亚获得了八架米格-17和28架米格-17F，它们主要是来自埃及的。飞行员主要是英国人和南非人。从1969年开始它们在尼日利亚内战中被投入。大多数损失是飞行员不良的培训导致的。到1970年内战结束不断发生事故。到1970年还有16架飞机可以使用，其它的被存库。从1975年开始它们被米格-21取代。

### 斯里兰卡
1971年3月在斯里兰卡爆发了一次暴动后斯里兰卡获得了五架米格-17。但是1972年1月这些飞机就已经因为缺乏部件和燃料而无法飞行。这个状态一直持续到1973年。此后它们又被使用并被使用到1979年。1991年斯里兰卡还从中国进口了两架歼教-5教练机。

### 苏丹
1969年政变后苏丹成为苏联和中国的朋友。中国向苏丹约提供了20架歼-5和歼教-5。1991年这些飞机里还有十架。1970年代末苏丹和埃塞俄比亚发生冲突，双方均使用了米格-17，双方均报道击落了对方的飞机。

### 苏联
1950年代中苏联空军开始在部队里引入米格-17和米格-17F，它们取代米格-15。在战略航空防御中则使用米格-17P和米格-17PF。至约1960年它们是标准战斗机。约1955年仅空军就有2150架飞机。从1954年开始在与苏联友好的国家的军事基地里也开始驻扎米格-17。比如从1956年至1967年在东德驻扎的苏联米格-17取代了当时的苏-7。
冷战开始后美国的侦察机不断飞越苏联。通过米格-17苏联可以阻止美国的这个行动。1953年7月29日，韓戰停火之後的隔日，两架米格-17首次在海参崴附近击落了一架從日本起飛，執行機密電子監聽任務的RB-50G偵察機。僅有副機長John E. Roche幸存，機上其他十多名組員，包括一名俄國人被認定為失蹤或者是遭蘇聯逮捕。據信這一次攻擊是為了報復前一天美國F-86戰鬥機在鴨綠江附近擊落一架Il-12運輸機的行動，两名苏联飞行员分别获得紅旗勳章和红星勋章。
1954年5月9日一架米格-17PF和一架B-47在阿尔汉格尔斯克附近发生空战，美机负伤逃脱。由于苏联的指令传播速度非常慢，因此只有很少美国侦察机被阻截。1954年9月4日在納霍德卡一架P2V海王星被击落。
米格-17也不断被用来阻击飘动的侦查气球，但是仅有少数气球被击落。
从1956年开始美国使用U-2偵察機，米格-17无法阻截这种侦察机。第一次报告U-2于20千米以上的高空飞过莫斯科时苏联还不太相信，因为当时在雷达上也没有发现它。但是此后不久在另一次飞越苏联时证明了这种新侦察机的能力。米格-17不断试图阻截这种新侦察机，但是始终无效。因此对付U-2越来越成为地对空导弹的任务。
1958年6月27日两架米格-17在埃里温以南击落了一架C-119運輸機，尽管它坠毁，其机组人员没有受伤被俘。7月7日其机组人员被交给美国代表。
1958年9月2日苏联米格-17在亚美尼亚上空击落了一架美国C-130運輸機，17名机组人员丧身。
1958年11月7日两架米格-17攻击了一架B-47并击伤对方。美国飞机得以逃到国际空域，但是此后却坠机沉没。
苏联空军的花样飞行队在1950年代中也适用米格-17F。
从1960年开始米格-17开始退到空军的第二线，被先进的机型取代。它们获得了多目的飞机的作用，也被用来拖靶机，有些被改装为无人机。虽然如此在部队中还有使用。一些甚至到1980年代中还被使用。
1963年夏一架小型机从伊朗闯入苏联领空。两架米格-17受命拦截。由于小型机试图逃离苏联领空因此被击落。1966年夏发生了一次类似的事故，这次小型机被迫降。其机组人员后来被遣返。
1967年5月25日一名22岁的苏联空军中尉驾驶一架米格-17在西德降落，次日飞行员和飞机被交给美国机关。5月29日飞机被送到东德。

### 索马里
1963年索马里获得了12架米格-17，它们被驻扎在摩加迪沙和哈尔格萨。在与埃塞俄比亚的战争中大多数米格-17被毁。索马里与苏联的友好条约被撕毁后剩下的飞机很快因为缺乏部件而无法使用。1990年初它们最后被报废。

### 坦桑尼亚
1970年代初坦桑尼亚计划进口48架歼-5。1973年第一批的12架供货。但是此后坦桑尼亚没有继续购买歼-5，而是购买了歼-6和歼-7。1991年还有八架米格-17在服役。

### 乌干达
1966年乌干达从苏联获得了七架米格-17F。后来乌干达又获得了六架飞机。1976年它们作为战斗机被米格-21取代，此后它们被作为地面攻击机使用。1976年在以色列军队的恩德培行动中四架米格-17在地面上被摧毁，但是苏联后来又提供了新的飞机作为补偿。

### 匈牙利
1956年匈牙利获得米格-17。匈牙利十月事件后这些飞机被召回苏联或者禁飞。1957年它们重新开始被使用，但是数量比一开始少得多。这些飞机中包括米格-17F和米格-17PF。在1960年代里米格-17被米格-21取代。1970年匈牙利空军里已经没有米格-17使用了。
1969年8月14日一名匈牙利米格-17飞行员逃到意大利。匈牙利对他射击来防止他逃出，致使他坠毁。

### 叙利亚
1956年11月叙利亚购买了60架米格-17F，并派遣了20名飞行员赴苏联培训。后来又派了18名去波兰培训。1979年1月飞机交付。至1961年这些飞机被频繁使用，此后在战斗中被现代的飞机取代。1991年还有30架被作为教练机使用。

### 伊拉克
1960年代里伊拉克获得了约15架米格-17F和20架米格-17PF。1976年约有30架飞机分在三个队中。虽然1982年它们被100架歼-6取代，但是在1988年海湾战争中还有一些被使用。

### 印度尼西亚
捷克斯洛伐克共向印度尼西亚空军提供了60架飞机，其中至少有五架是，它们是1959年6月出口的。印尼九三零事件后它们参加清肃。1972年10月由于缺乏零件大多数米格-17已经无法使用，1970年代中它们被澳大利亚的F-86佩刀戰鬥機取代。

### 越南

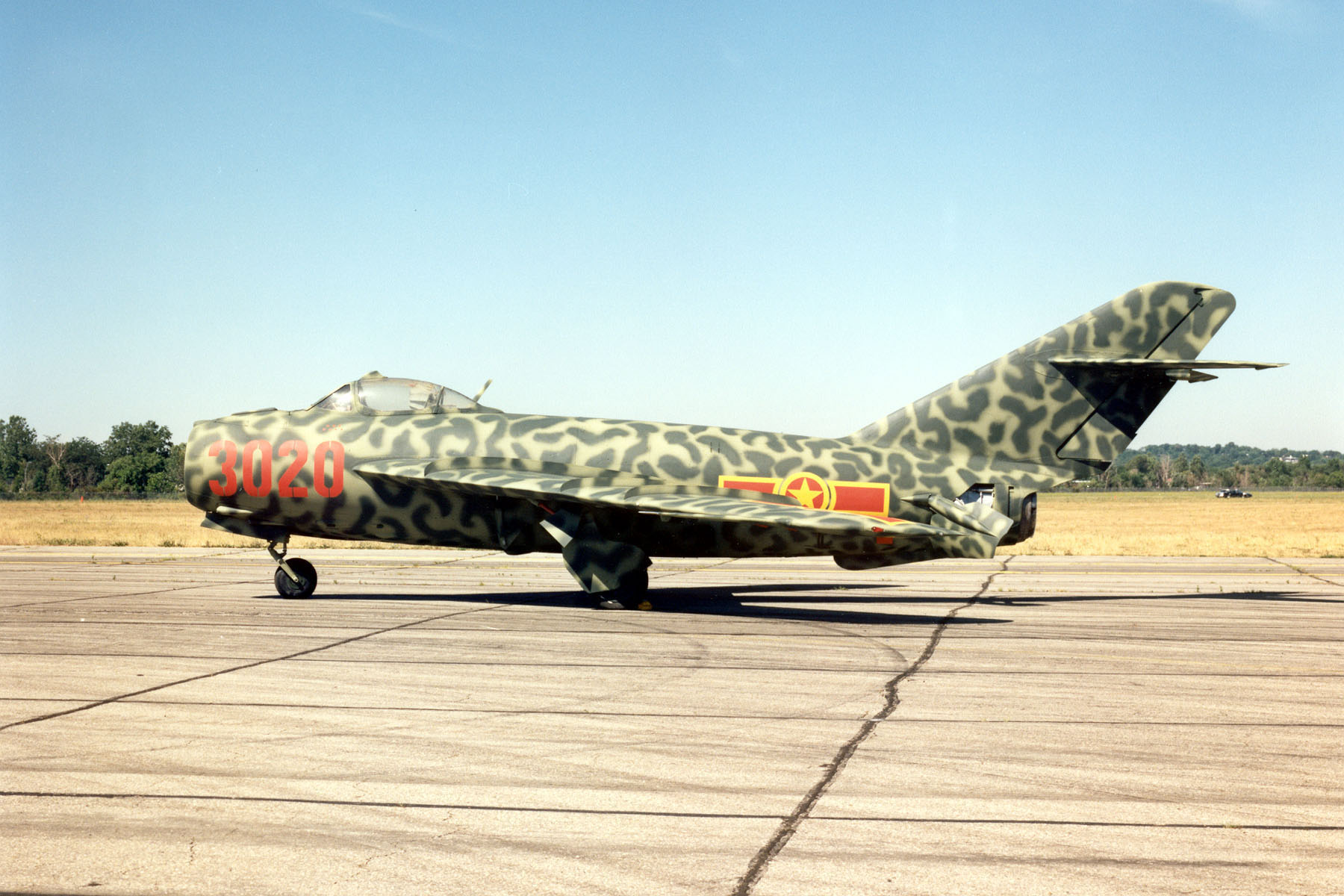
越南空军的米格-17，很好看到的是伸出的减速板

米格-17在东南亚赢得了许多注意力。从1964年美国开始对北越进行空袭开始米格-17就是北越防空的一个组成部分。虽然北越的主要防空措施在于地对空导弹和高射炮，但是米格-17被结合在雷达导控的防空措施中。虽然它们没有像导弹和高射炮那么重要，但是依然是相当可怕的对手。在格斗中它们比F-105雷公战斗机和F-4幽靈战鬥机强，因为它们的灵活性高，但是美国战斗机可以依靠它们比较高的速度避免空战。北越飞行员通过一系列战术行动始终获得了一些胜利，但是总的说来米格-17击落美国飞机的次数相当少，即便如此，米格-17的機砲火光對美軍飛行員可以產生強大的心理壓力，被迫丟棄炸彈進行空戰，間接達成防空目的。为了防止这些飞机在地面上被空袭摧毁，因此它们被涂上迷彩色，有时被直升飞机运到密林中隐藏，然后在需要使用时运到依然可以使用的跑道上起飞。
美軍的A-1「空中侵入者」曾在1965年6月20日以及1966年10月9日分別擊落北越空軍的米格-17，是歷史上罕見的噴射機遭螺旋槳飛機擊落的記錄。此外美军的A-4天鹰攻击机曾在1967年5月1日在越南戰爭中，對位於白馬的北越米格機場的攻擊行動中，海軍航空隊第76攻擊中隊 (ATKRON 76，VA-76)西奧多·R·斯沃茨（Theodore R. Swartz）中校用祖尼火箭擊落一架俄製米格-17戰鬥機]]。這是越戰期間第一架也是唯一一架被 A-4 天鷹擊落的米格飛機。斯沃茨少校因他的行動獲得銀星勳章而成為一段佳話。
1970年柬埔寨放弃了其中立态度后柬埔寨空军的米格-17也参加了反对北越的战斗。

### 中国
1956年苏联向中国提供了第一批米格-17，它们被编号为歼-5。后来中国自己制造米格-17。中国一共曾经有20个团，共3500至4500架米格-17。检阅时飞行的是歼教-5。
1997年中国还有约100架米格-17在服役。退役的米格-17被入库，从1986年开始出售给私人。
从1950年代末到1960年代初歼-5多次与中華民國空軍飞机发生冲突，双方各有损失。1956年6月一架歼-5击落了一架RB-17偵察機。1958年2月18日一架歼-5击落了一架RB-57偵察機。在金门炮战期間與中華民國空軍發生多次空戰。1958年8月14日一群歼-5与一队F-86佩刀戰鬥機。依据中华民国方面记录：三架歼-5被击落，一架F-86於返航時墜海。依据中华人民共和国方面记录：击落F-86战机两架，击伤一架，损失歼-5一架。9月24日又爆发了15架F-86和30架歼-5之间的战斗，这是中華民國空軍首次成功地使用空对空导弹，依据中华民国方面记录：九架歼-5被击落，依据中华人民共和国方面记录：击落F-86战机一架，损失歼-5一架。1958年10月10日又爆发了八架歼-5对六架F-86的战斗，依据中华民国方面记录：五架歼-5被击落，一架F-86與歼-5相撞雙雙墜海。依据中华人民共和国方面记录：一架F-86被击落。飞行员张乃军被俘获。另一架F-86于平潭岛西北方向坠海。是不是被击落的搞不清楚。还有一架F-86被高炮击伤，坠毁以外埔西面65公里的海中，损失歼-5一架。此后只偶尔发生有歼-5参加的冲突。
1965年4月9日，四架解放軍空軍所屬的MiG-17/殲-5戰機於南海上空與美國海軍的F-4B遭遇，發生近距離空中衝突。解放軍於該次事件中可能擊落一架美國海軍所屬的F-4B戰機。然而，根據解放軍駕駛員在1994年的調查中回憶指出，當時四架殲擊機飛行員均未收到開火的許可，而美國海軍所損失的一架F-4B戰機可能是遭其僚機所發射的一枚脫鎖的AIM-7麻雀飛彈所擊落的。
1965年5月12日一架歼-5被一架美国F-4幽靈II戰鬥機击落。
1968年2月14日，海南地區空軍擊落美國入侵飛機。
1983年11月14日，解放軍海軍航空兵第6師第18團2大隊中隊長王學成駕駛1架編號83065的殲-5（米格-17）戰鬥機從浙江岱山機場起飛，在2架中華民國空軍F-5戰機的引導下在中華民國中正機場迫降。獲黃金3000兩，後加入中華民國空軍，授予少校軍銜。

## 現存飛機
最后只有在第三世界国家还有少量米格-17作为教练机被使用。许多这些飞机在博物馆中展览，有些还能够飞的还会在飞行表演中展示。

## 数据
| 基本数据 | 米格-17                                                  | 米格-17F                                                 | 米格-17PF                                                 |
| -------- | -------------------------------------------------------- | -------------------------------------------------------- | --------------------------------------------------------- |
| 长度     | 11.26米                                                  | 11.09米                                                  | 11.68米                                                   |
| 翼展     | 9.63米                                                   | 9.63米                                                   | 9.63米                                                    |
| 高度     | 3.80米                                                   | 3.80米                                                   | 3.80米                                                    |
| 机翼面积 | 22.60平方米                                              | 22.60平方米                                              | 22.60平方米                                               |
| 空重     | 3,798千克                                                | 3,920千克                                                | 4,182千克                                                 |
| 起飞重量 | 一般5,202千克 最高5,932千克                              | 一般5,345千克 最高6,075千克                              | 一般5,620千克 最高6,552千克                               |
| 翼負荷   | 230.18 kg/m² 一般起飞质量 262.48 kg/m² 最大起飞质量      |                                                          | 290 kp/m²                                                 |
| 发动机   | VK-1A，2,648 kp                                          | VK-1F，2,620 kp（没有后燃器）3,380 kp（带后燃器）        | VK-1F，2,620 kp（没有后燃器）3,380 kp（带后燃器）         |
| 最高速度 | 1,114 km/h 在 2.000 m                                    | 1,145 km/h 在 3.000 m                                    | 1,121 km/h 在 4.000 m 1.123 km/h 在 5.000 m               |
| 降落速度 | 170–190 km/h                                             | 180 km/h                                                 | 165 km/h                                                  |
| 爬升率   | 47 m/s                                                   | 65 m/s                                                   | 55 m/s                                                    |
| 爬升时间 | 至 5,000 m 3.0 min 至 10,000 6.7 min                     | 至 5,000 m 2.1 min 至 10,000 m 3.7 min                   | 至 1,000 m 0.5 min 至 5,000 m 2.5 min 至 10,000 m 4.5 min |
| 升限     | 实际15,600 m                                             | 实际16,600 m                                             | 规定14,450 m 实际15,850 m                                 |
| 航程     | 一般1,290 km/h 2,060 km带外部油箱                        | 一般1,080 km 1,980 km带外部油箱                          | 一般1,000 km 1,930 km带外部油箱                           |
| 飞行时间 | 2 h 53 min                                               | 2 h 53 min                                               | 2 h 39 min                                                |
| 武器     | 一门37 mm N-37炮，40枚炮弹 两门23 mm NR-23炮，各80枚炮弹 | 一门37 mm N-37炮，40枚炮弹 两门23 mm NR-23炮，各80枚炮弹 | 三门23 mm NR-23炮，各80枚炮弹 4枚空对空导弹               |
| 乘员     | 一人                                                     | 一人                                                     | 一人                                                      |

## 机型
| \| 型号 \| 特征 \| \| --------------------------- \| -------------------------------------------------------------------------------------------------------------- \| \| I-330 (SI) \| 米格-17的原型机，1950年初测试，共制造了三架，SI-1和SI-2使用米格-15bis的机身和新翅膀，SI-3使用米格-17拉长的机身 \| \| 米格-17 \| 使用VK-1发动机，没有后燃器，1952年末开始供货，两门23-mm-MK NR-23炮和一门37-mm-MK N-37炮 \| \| 米格-17H \| 加强液压控制，机尾使用加大的减速板 \| \| 米格-17P \| 全天候战斗机，使用雷达和三门23-mm-MK NR-23炮 \| \| SP-2 \| 1951年与米格-17P同时测试的全天候机型，使用雷达和两门23-mm-MK炮，VK-1A发动机，没有系列制造 \| \| SN \| 全天候原型，测试可摆动武器，没有系列制造 \| \| 米格-17F \| 最重要的机型，使用后燃器VK-1F \| \| 米格-17PF \| 从米格-17P发展的全天候战斗机，加强发动机 \| \| 米格-17PFU \| 最后一个机型，机翼下配四枚ARS-212空对空导弹，第一种仅使用导弹的苏联战斗机 \| \| I-340 / I-360 (SM-1 / SM-2) \| 1951年末测试的原型机，米格-19的前身 \| \| LIM-5 \| 波兰制米格-17F \| \| LIM-5P \| 波兰制米格-17PF \| \| LIM-5M \| 地面攻击机型，基于LIM-5 \| \| LIM-5MR \| 侦察机机型，基于LIM-5M \| \| LIM-5R \| 战斗和侦察机机型，基于LIM-5 \| \| LIM-6 \| 波兰研制的地面攻击机，基于MiG-17F \| \| LIM-6M \| 改进LIM-5P \| \| S-104 \| 捷克对米格-17PF的编号 \| \| 歼-5 \| 中国制米格-17F \| \| 歼-5甲 \| 中国制米格-17PF \| | |
| 型号 | 特征 |
| I-330 (SI) | 米格-17的原型机，1950年初测试，共制造了三架，SI-1和SI-2使用米格-15bis的机身和新翅膀，SI-3使用米格-17拉长的机身 |
| 米格-17 | 使用VK-1发动机，没有后燃器，1952年末开始供货，两门23-mm-MK NR-23炮和一门37-mm-MK N-37炮                        |
| 米格-17H | 加强液压控制，机尾使用加大的减速板                                                                             |
| 米格-17P | 全天候战斗机，使用雷达和三门23-mm-MK NR-23炮                                                                   |
| SP-2 | 1951年与米格-17P同时测试的全天候机型，使用雷达和两门23-mm-MK炮，VK-1A发动机，没有系列制造                      |
| SN | 全天候原型，测试可摆动武器，没有系列制造                                                                       |
| 米格-17F | 最重要的机型，使用后燃器VK-1F                                                                                  |
| 米格-17PF | 从米格-17P发展的全天候战斗机，加强发动机                                                                       |
| 米格-17PFU | 最后一个机型，机翼下配四枚ARS-212空对空导弹，第一种仅使用导弹的苏联战斗机                                      |
| I-340 / I-360 (SM-1 / SM-2) | 1951年末测试的原型机，米格-19的前身                                                                            |
| LIM-5 | 波兰制米格-17F                                                                                                 |
| LIM-5P | 波兰制米格-17PF                                                                                                |
| LIM-5M | 地面攻击机型，基于LIM-5                                                                                        |
| LIM-5MR | 侦察机机型，基于LIM-5M                                                                                         |
| LIM-5R | 战斗和侦察机机型，基于LIM-5                                                                                    |
| LIM-6 | 波兰研制的地面攻击机，基于MiG-17F                                                                              |
| LIM-6M | 改进LIM-5P |
| S-104 | 捷克对米格-17PF的编号                                                                                          |
| 歼-5 | 中国制米格-17F                                                                                                 |
| 歼-5甲 | 中国制米格-17PF                                                                                                |

### 米高揚設計序列
- 螺旋槳式飛機

米格-1 | 米格-3 | 米格-5 | 米格-7
- 噴氣式飛機

米格-9 | 米格-13 | 米格-15 | 米格-17 | 米格-19 | 米格-21 | 米格-23 | 米格-25 | 米格-27 | 米格-29 | 米格-31 | 米格-33 | 米格-35 | 米格1.44